# Nematalosa vlaminghi
Nematalosa vlaminghi és una espècie de peix pertanyent a la família dels clupeids.

## Descripció
- Pot arribar a fer 36 cm de llargària màxima.
- Nombre de vèrtebres: 45-49.
- 16-17 radis tous a l'aleta dorsal i 22-24 a l'anal.[5][6]

## Reproducció
Les larves i els ous són pelàgics.

## Hàbitat
És un peix marí i d'aigua salabrosa, pelàgic-nerític, anàdrom i de clima tropical (16°S-30°S, 112°E-125°E).

## Distribució geogràfica
Es troba a l'Índic oriental: és un endemisme d'Austràlia Occidental.

## Observacions
És inofensiu per als humans.